# Grzegorz Wojtkowiak
Grzegorz Wojtkowiak (Kostrzyn nad Odrą, 26 januari 1984) is een Pools voetballer, die voornamelijk in de centrale verdediging staat. Sinds 2015 staat hij onder contract bij Lechia Gdańsk.

## Clubcarrière
Wojtkowiak begon zijn carrière als voetballer bij de jeugdafdeling van Celuloza Kostrzyn. In 2003 begon hij in het betaald voetbal, bij Amica Wronki. Na drie jaar daar te voetballen kwam hij terecht bij Lech Poznań door een fusie van de twee clubs. In juli 2006 speelde hij zijn eerste internationale wedstrijd in de tweede ronde van de UEFA Intertoto Cup 2006. Lech verloor van de Moldavische voetbalclub FC Tiraspol met 1–0. In het seizoen 2008/09 kwam hij voor het eerst uit in de UEFA Cup. Lech strandde daar in de derde ronde, nadat het verloor van de Italiaanse club Udinese Calcio. Ook speelde hij mee in de kwalificatiewedstrijden voor de Champions League in 2010.
Op 23 april 2012 maakte TSV 1860 München bekend dat Wojtkowiak in Duitsland zou gaan spelen per 1 juli 2010.

## Interlandcarrière
Op 10 september 2008 debuteerde Wojtkowiak in het Pools voetbalelftal tegen San Marino. Deze wedstrijd werd met 2–0 gewonnen. Bondscoach Franciszek Smuda maakte op 27 mei 2012 zijn selectie bekend voor het Europees kampioenschap voetbal 2012. Als verdediger kwam Wojtkowiak in actie gedurende het toernooi voor Polen, te beginnen met de openingswedstrijd op 8 juni. Deze eindigde in een 1–1 gelijkspel. Polen kwam niet verder dan de groepsfase.